# Karolek z Naklejkowa
Karolek z Naklejkowa (ang. Charlie's Colorforms City) – amerykańsko-kanadyjski serial animowany stworzony przez Angelę Santomero.
Oparty na serii zabawek zwanych Colorforms, serial opowiada o Karolku, który tworzy historie za pomocą kształtów, jednocześnie ucząc dzieci o kolorach, kształtach i rozmiarach.
Serial miał swoją premierę 22 marca 2019 na platformie Netflix we wszystkich krajach na świecie, włącznie z Polską.

## Obsada
- Jacob Soley – Karolek
- Saara Chaudry – Fiolet
- Tyler Barish – Rudy
- Zoe Hatz – Panna Pogoda

## Wersja polska
Wersja polska: SDI Media Polska

Reżyseria: Joanna Węgrzynowska-Cybińska

Dialogi: Walentyna An

Wystąpili:
- Karol Kwiatkowski – Karolek
- Olga Cybińska – Panna Pogoda
- Jakub Strach – Rudy
- Zuzanna Jaźwińska – Fiolet
- Brygida Turowska –
  - Dzidzia Śmieszka Minka,
  - Babcia Śmieszka Minka
- Paweł Rutkowski – Ciamajda Śmieszka Minka
- Joanna Węgrzynowska-Cybińska –
  - Głośna Śmieszka Minka,
  - Słoniczka
- Robert Mazurek – Atleta Śmieszka Minka
- Anna Sztejner –
  - Gwiazdka,
  - Klank
- Bartosz Martyna – Ośmio-Bośmio
- Beata Jankowska-Tzimas – Henio
- Joanna Pach-Żbikowska – Marina

Wykonanie piosenek:
- Krzysztof Pietrzak

i inni

## Spis odcinków
| Data premiery  | Numer          | Polski tytuł                                        | Angielski tytuł                              |                |
| Seria pierwsza | Seria pierwsza | Seria pierwsza                                      | Seria pierwsza                               | Seria pierwsza |
| -------------- | -------------- | --------------------------------------------------- | -------------------------------------------- | -------------- |
| 22 marca 2019  | 01             | Karolek smaży naleśniki Gwiezdny Karolek            | Charlie the Pancake Chef Starry Charlie      |                |
| 22 marca 2019  | 02             | Karolek gwiazdą rocka Karolek ma urodziny           | Rock Star Charlie Birthday Charlie           |                |
| 22 marca 2019  | 03             | Karolek się ściga Rycerz Karolek                    | Racer Charlie Knight Charlie                 |                |
| 22 marca 2019  | 04             | Karolek na tropie przygód Karolek ma pupila         | Adventurer Charlie Charlie's Pet             |                |
| 22 marca 2019  | 05             | Karolek rozbawia Dzidzię Karolek rozwiązuje zagadkę | Silliest Charlie Mystery Charlie             |                |
| 22 marca 2019  | 06             | Wieczorna zabawa Karolka Braciszek Karolka          | Charlie's Sleepover Charlie's Little Brother |                |
| 22 marca 2019  | 07             | Karolek i Pogoda Wielki Karolek                     | Weather Charlie Charlie Gets Big             |                |
| 22 marca 2019  | 08             | Karolek i straszna zabawa Super Karolek             | Spooky Charlie Charlie Is Super              |                |
| 22 marca 2019  | 09             | Karolek leci w kosmos Sportowiec Karolek            | Charlie's Space Mission Sporty Charlie       |                |
| 22 marca 2019  | 10             | Karolek robi niespodziankę Karolek szuka skarbu     | Charlie's Surprise Treasure Hunter Charlie   |                |
| 22 marca 2019  | 11             | Kowboj Karolek Karolek i jego wynalazek             | Charlie the Cowboy Charlie Is an Inventor    |                |
| 22 marca 2019  | 12             | Mechanik Karolek Karolek zostaje piratem            | Mechanic Charlie Charlie Is a Pirate         |                |
| 22 marca 2019  | 13             | Karolek jest chory Restauracja Karolka              | Sick Charlie Charlie's Restaurant            |                |